# Þórarinn loftunga
Œuvres principales
- Höfuðlausn
- Tøgdrápa
- Glælognskviða

Þórarinn loftunga (« langue flatteuse ») est un scalde islandais actif au début du XIe siècle.

## Biographie
Originaire d'Islande, Þórarinn, surnommé loftunga « langue flatteuse », entre à une date inconnue au service du roi Knut le Grand, qui règne sur l'Angleterre et le Danemark, et l'accompagne dans son voyage au Danemark en 1028. Il se rend en Norvège en 1030, lorsque Knut place son fils Sven Alfífuson sur le trône de ce royaume, et réside à la cour de Sven jusqu'en 1032 au moins.

## Œuvres
Il subsiste des fragments de trois poèmes de Þórarinn loftunga, préservés notamment dans plusieurs versions de la saga de saint Olaf : Höfuðlausn, Tøgdrápa et Glælognskviða. On ne connaît que le refrain du Höfuðlausn (« rançon de tête ») Ce texte aurait été composé en l'espace d'une seule nuit par Þórarinn pour sauver sa tête après que Knut aurait été mécontent d'un autre de ses poèmes. Le résultat plaît tant au roi qu'il récompense le scalde de cinquante marcs d'argent.
La Tøgdrápa est un récit de la campagne menée par Knut en Norvège en 1028, rédigé peu de temps après les faits, certainement avant la mort du régent Håkon Eiriksson en 1030. Il en subsiste sept strophes et demi qui mentionnent plusieurs lieux croisés ou traversés par la flotte de Knut, dont le Limfjord, le pays des Egðir, Lista, Eigersund et Stad.
Les dix strophes subsistantes de la Glælognskviða montrent qu'elle a été composée à la cour de Sven Alfífuson. L'objet principal de leurs louanges n'est pourtant pas Sven, mais le très chrétien Olaf Haraldsson, celui-là même que Knut a chassé du pouvoir en 1028. Il décrit plusieurs miracles survenus après la mort d'Olaf en 1030 et constitue la plus ancienne trace écrite du culte rendu à ce roi.